# Bueana ephippiata
Bueana ephippiata – gatunek kosarza z podrzędu Laniatores i rodziny Assamiidae. Jedyny znany przedstawiciel monotypowego rodzaju Bueana.

## Występowanie
Gatunek został wykazany z Kamerunu.